# Południowo-wschodnia grań Wysokiej

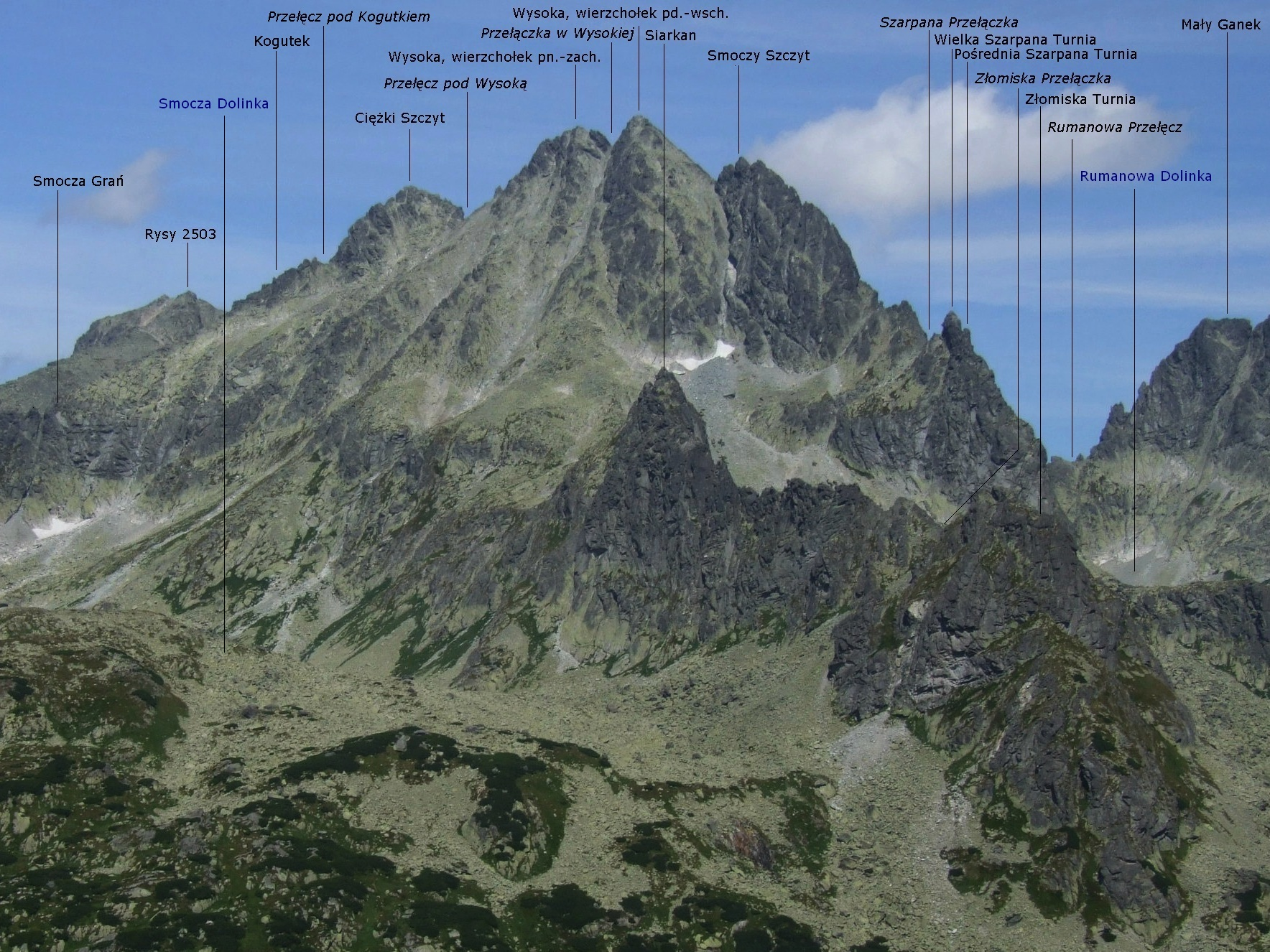
Południowo-wschodnia grań Wysokiej widoczna po prawej stronie zdjęcia

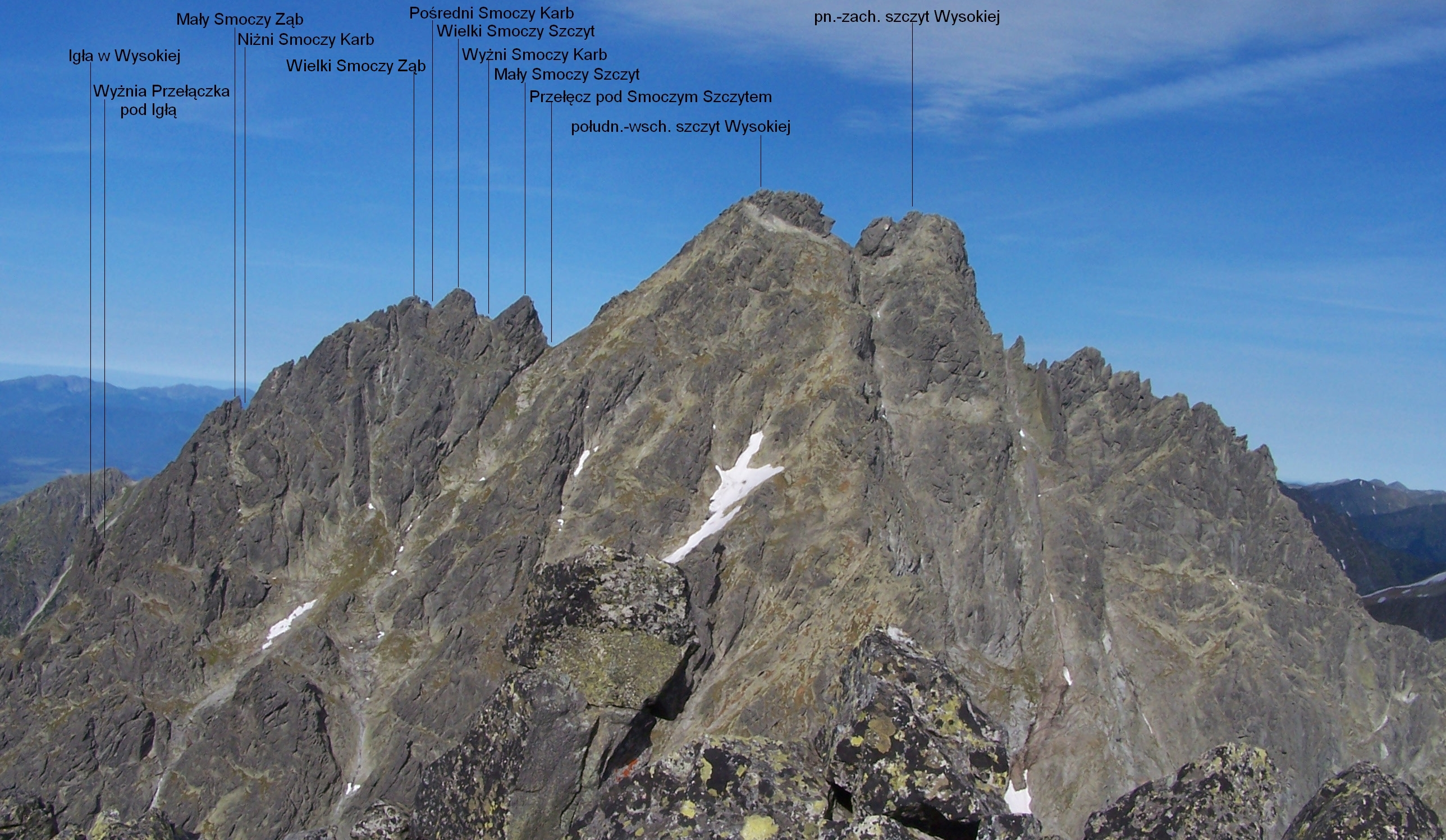
Widok z Ganku na grań Wysokiej

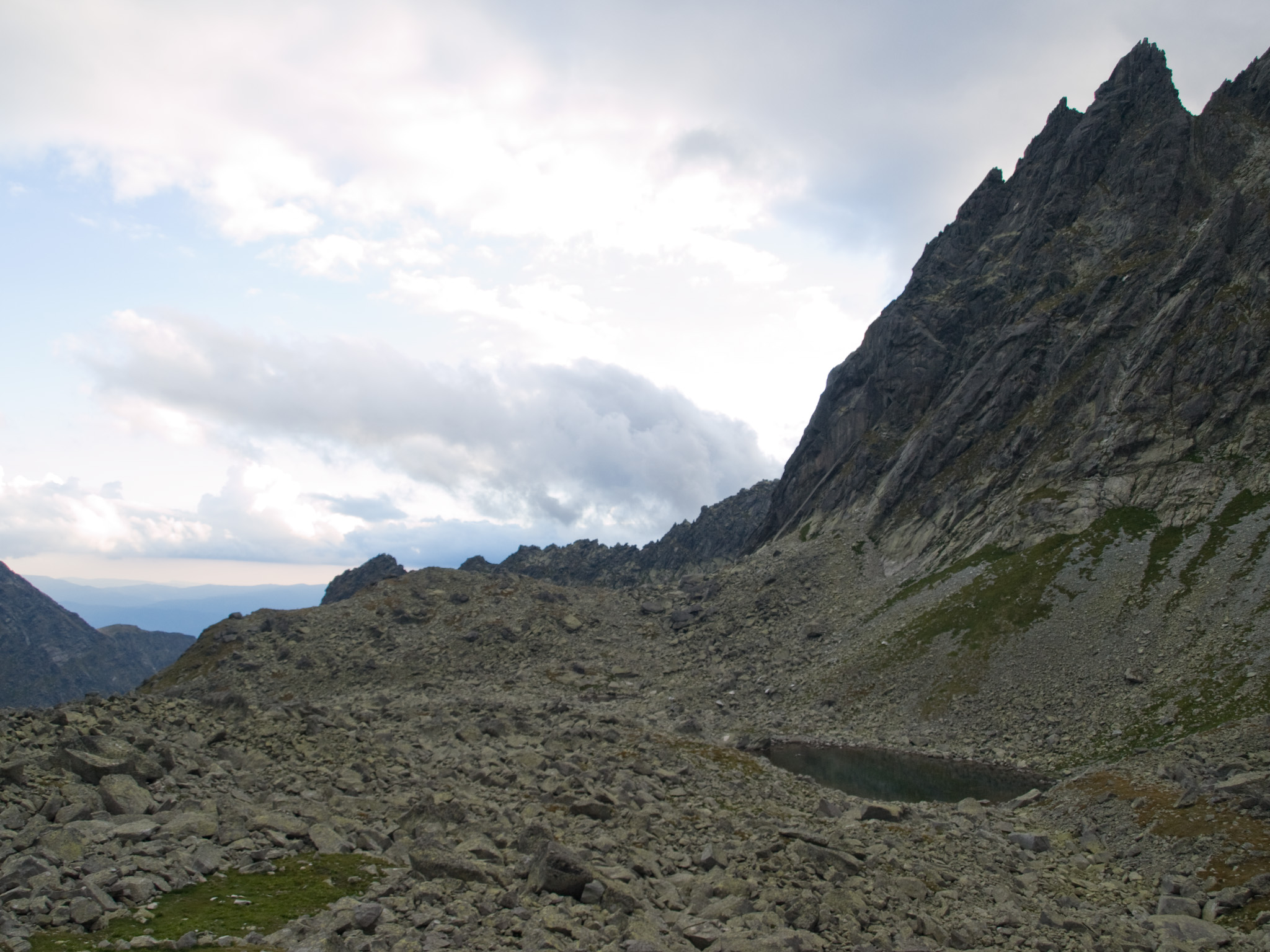
Fragment południowo-wschodniej grani Wysokiej – Szarpane Turnie i Rumanowa Kopka

Południowo-wschodnia grań Wysokiej (słow. Juhovychodný vedľajší hrebeň Vysokej) – grań tatrzańska odchodząca na południowy wschód w wierzchołku Wysokiej od grani głównej Tatr Wysokich, znajdująca się w słowackiej części Tatr Wysokich. Grań ta rozdziela dwie odnogi Doliny Złomisk – Złomiską Zatokę na południowym zachodzie od Dolinki Rumanowej na wschodzie. Południowo-wschodnia grań Wysokiej składa się z masywu Smoczego Szczytu bezpośrednio sąsiadującego z Wysoką, następnie wznoszą się w niej trzy Szarpane Turnie, a dalej najbardziej na południowy wschód wysunięty obiekt zwany Rumanową Kopką. Na żaden z obiektów w tej grani nie prowadzą znakowane szlaki turystyczne.
Obiekty w południowo-wschodniej grani Wysokiej począwszy od północnego zachodu:
- Przełęcz pod Smoczym Szczytem (Vyšné Dračie sedlo, ok. 2490 m n.p.m.)
- Mały Smoczy Szczyt (Malý Dračí štít, ok. 2518 m)
- Wyżni Smoczy Karb (Vyšný Dračí zárez)
- Wielki Smoczy Szczyt (Dračí štít, ok. 2523 m)
- Pośredni Smoczy Karb (Prostredný Dračí zárez)
- Wielki Smoczy Ząb (Veľký Dračí zub)
- Niżni Smoczy Karb (Nižný Dračí zárez)
- Mały Smoczy Ząb (Malý Dračí zub)
- Wyżnia Przełączka pod Igłą (Vyšná štrbina pod Ihlou, ok. 2395 m)
- Igła w Wysokiej[a], Smocza Igła[b] (Ihla v Dračom, ok. 2410 m)
- Niżnia Przełączka pod Igłą (Nižná štrbina pod Ihlou, ok. 2365 m)
- Smocza Kopka (Dračia kôpka)
- Szarpana Przełączka (Dračia štrbina, ok. 2330 m)
- Wielka Szarpana Turnia (Veľký Ošarpanec, 2364 m)
- Wyżnia Szarpana Szczerbina (Vyšná Ošarpaná štrbina)
- Pośrednia Szarpana Turnia (Prostredný Ošarpanec)
- Niżnia Szarpana Szczerbina (Nižná Ošarpaná štrbina)
- Mała Szarpana Turnia (Malý Ošarpanec)
- Rumanowa Kopka (Rumanova kôpka).